# Moreno (Buenos Aires)
Moreno is een plaats in het Argentijnse bestuurlijke gebied Moreno in de provincie Buenos Aires. De plaats telt 148.290 inwoners.

## Geboren
- Diego Perotti (1988), voetballer
- Valentín Viola (1991), voetballer
- Maximiliano Romero (1999), voetballer